# Minarchizm
Minarchizm (hybryda łac. minimum "najmniej" oraz gr. ἀρχή archḗ "władza") lub minimalny etatyzm – doktryna społeczno-polityczna zakładająca, że wielkość aparatu rządowego i jego wpływ na wolne społeczeństwo powinny być jak najmniejsze – aczkolwiek wystarczające do obrony wolności i własności każdego obywatela.
Termin ukuł na początku lat 70. XX wieku filozof Samuel Edward Konkin.

## Minarchizm w nurcie libertariańskim - państwo ultraminimalne
Jeden z dwóch głównych nurtów libertarianizmu, często mylony z liberalizmem klasycznym, od którego różni się większym radykalizmem, m.in. chęcią likwidacji podatków i odrzuceniem monetaryzmu na rzecz prywatnych banków emisyjnych bądź parytetu złota.
Zakłada istnienie państwa ultraminimalnego, czyli takiego, które ograniczałoby się do posiadania monopolu na stanowienie prawa, usługi policyjne, sądownicze i obronne na danym terytorium, jednak usługi te powinny być utrzymywane dobrowolnie ze składek członkowskich i darowizn. Ochronę i usługi egzekucyjne zapewnia jednak jedynie tym, którzy wykupili sobie polisy gwarantujące ochronę oraz egzekucję ich praw lub zapłacili bezpośrednio.
Często błędnie mianem minarchizmu określa się państwo minimalne w którym policja, sądy i wojsko utrzymywane są z podatków. Państwo o takim systemie będzie jednak państwem klasycznie liberalnym lub czymś pośrednim.

## Argumentacja
Niektórzy minarchiści opisują swoją wizję państwa, odwołując się raczej do definicji założeń podstawowych niż dyskutując skutek wprowadzenia ich w życie. Na przykład amerykański filozof polityczny Robert Nozick w swojej książce "Anarchia, państwo, utopia" definiuje rolę rządu ograniczonego (ang. minimal state) w następujący sposób:

Naszymi podstawowymi wnioskami dotyczącymi państwa są te, że uzasadniony jest rząd minimalny, ograniczony do wąskiego zakresu obowiązków ochrony przed przemocą, kradzieżą, oszustwem, nadzoru nad przestrzeganiem umów, itp.; że każdy inny rząd o szerszym wachlarzu uprawnień nie jest uzasadniony, ponieważ będzie łamał prawa obywateli wprowadzając jakiś rodzaj przymusu; że rząd minimalny pobudza i jest właściwy. Z tego wynikają dwie ważne konsekwencje: państwo nie może używać swojego aparatu do zmuszenia części obywateli do pomocy innym obywatelom, ani do zabronienia im pewnych działań dla ich własnego dobra lub bezpieczeństwa.

Inni minarchiści w dyskusji odnoszą się do argumentacji utylitarystów. Posługują się argumentami ekonomii teoretycznej, jak wkład Ludwiga von Misesa w myśl szkoły austriackiej, czy danymi ekonomii teoretycznej, jak np. wskaźnik wolności gospodarczej.

## Organizacje
Organizacje skupiające zwolenników minarchizmu:
- Bureaucrash (ang.)
- Cato Institute (ang.)
- International Society for Individual Liberty (ang.)
- Reason Foundation (ang.)

## Literatura
- Robert Nozick, Anarchy, State, and Utopia, 1977, ISBN 0-465-09720-0